# Klavervreter
Klavervreter (Orobanche minor) is een parasitaire, vaste plant uit de bremraapfamilie (Orobanchaceae). De plant kan het beste worden onderscheiden van andere planten uit hetzelfde geslacht aan de gastheerplant en aan de kleur van de stempel. Klavervreter parasiteert vooral klaver (Trifolium) en andere soorten uit de vlinderbloemenfamilie (Fabaceae). De rozebruine stengels bereiken een hoogte van circa 50 cm en zijn aan de voet verdikt.

## Bloeiwijze
De bloemen vormen een aar, maar soms zijn er maar enkele bloemen. De bloeitijd loopt van mei tot minimaal juli. De bloem is tot 1,8 cm lang, geelachtig bruin en heeft purperkleurige aders en vlekken. De bloembuis is gekromd. De stempellobben zijn purperkleurig.

## Blad
Zoals veel parasieten mist het blad bladgroen en kan dus geen voedsel produceren. De bladeren zijn gereduceerd tot bruine schubben.

## Vrucht
De vrucht is een doosvrucht met stoffijn zaad. De kiem is omsloten door een los, fijnmazig netzakje. Bremraapzaden zenden bij het ontkiemen een wortelachtige uitloper de grond in totdat deze contact maakt met de wortel van de gastheer. Wanneer de kiemplant zich hieraan vastmaakt, berooft hij de gastheer van water en voedingsstoffen. Het ontkiemen van de zaden wordt op gang gebracht door stoffen die de wortel van de gastheer in de grond verspreidt: ontbreken deze, dan kan het zaad verscheidene jaren zijn kiemkracht behouden.

## Verspreiding
Klavervreter is in Nederland een zeldzame soort. De Nederlandse verspreiding kent drie zeer duidelijke zwaartepunten; deze liggen in Zeeland, het oostelijke rivierengebied en Zuid-Limburg. De soort staat op de Nederlandse Rode Lijst als 'zeldzaam' en 'sterk in aantal afgenomen'.